# Elviras gade
Elviras gade er en dansk dokumentarfilm fra 1995, der er instrueret og produceret af Malene Ravn og Li Vilstrup.

## Handling
En gravko i arbejde, nedrivning, en beboelsesejendom står i ruiner. Absalonsgade på Vesterbro i København forandres. Til det bedre? Elvira Knudsen og Kjeld Hansen er de sidste beboere, der flyttes fra de nedrivningstruede lejligheder. Og de gør det i protest. Her har de levet deres liv, og her føler de, at de har hjemme. De fortæller om deres tanker om fremtiden og syn på nutid og myndigheder, og især Elvira skuer tilbage og berettter smukt om de gode, men hårde gamle dage, om sammenhold, om Stauning og Socialdemokratiet, om sociale forskelle, om Sundholmen, om pølsefabrikanterne Steffensen og Houlberg, der skaffede beboerne arbejde, om krigen, om spiritusmisbrug, om nutidens misbrugere og pushere, om at leve og være menneske. Interviewene, der er foretaget fra marts 1993 til juni 1994, levendegøres af gamle arkiv-, oplysnings- og reklamefilm.